# Dansk Melodi Grand Prix 1984
Melodi Grand Prix 1984 var Dansk Melodi Grand Prix nr. 17 og blev afholdt 18. februar i TV-Byen i Søborg. Jørgen de Mylius var endnu engang vært, og konkurrencen blev ikke selvstændigt produceret, men lagt ind i Eldorado-udsendelsen, hvor Mylius også var vært. Ingen orkester anvendes; alle sangene blev spillet med forindspillet musik.
Vinderen blev Kirsten & Søren med sangen "Det' lige det", der vandt med et enkelt points forspring til Sheilas "Gi' mig tid". "Det' lige det" kom dermed til at repræsentere Danmark ved Eurovision Song Contest 1984, der blev afholdt i Luxembourg i maj samme år.

## Deltagere
| Nr. | Sang                  | Kunstner                           | Komponist(er) / sangtekstforfatter(e)                 | Jury A | Jury B | Jury C | Jury D | Jury E | Point I alt | Plads |
| --- | --------------------- | ---------------------------------- | ----------------------------------------------------- | ------ | ------ | ------ | ------ | ------ | ----------- | ----- |
| 1   | "Vi hører sammen"     | Trax (Lise Haavik & John Hatting)  | John Hatting / Per Nielsen, Lise Haavik               | 5      | 8      | 5      | 5      | 10     | 33          | 6     |
| 2   | "Holder af de ting"   | Regnar Egekvist                    | Regnar Egekvist                                       | 1      | 1      | 3      | 1      | 5      | 11          | 9     |
| 3   | "A la carte"          | Snapshot                           | Niels Drevsholt                                       | 8      | 8      | 8      | 12     | 5      | 41          | 3     |
| 4   | "Det' en hemmelighed" | Lecia Jønsson                      | Lecia Jønsson / Lecia Jønsson, Ivan Pedersen          | 10     | 5      | 7      | 6      | 7      | 35          | 5     |
| 5   | "60'erne"             | The Lollipops                      | Torben Lundgren, Jørgen Lundgren                      | 2      | 2      | 1      | 2      | 1      | 8           | 10    |
| 6   | "Gi' mig tid"         | Sheila                             | Torben Lendager / Henrik H. Lund                      | 12     | 6      | 12     | 8      | 8      | 46          | 2     |
| 7   | "Liverpool"           | Boulevard                          | Dennis Dehnhardt, Poul Dehnhardt, Lennart Johannessen | 4      | 4      | 4      | 3      | 2      | 17          | 7     |
| 8   | "Donna, Donna"        | John Hatting                       | Jens Brixtofte, John Hatting / Ivan Pedersen          | 3      | 3      | 2      | 4      | 3      | 15          | 8     |
| 9   | "Pyjamas for to"      | Tommy Seebach                      | Tommy Seebach, Keld Heick                             | 7      | 10     | 7      | 10     | 6      | 40          | 4     |
| 10  | "Det' lige det"       | Kirsten Siggaard & Søren Bundgaard | Søren Bundgaard / Keld Heick                          | 6      | 12     | 10     | 7      | 12     | 47          | 1     |